# Хадемунда (святая)
Хадемунда [Гадемунда, Гадамуда, Гадамута, Гадамвода] (нем. Hademunda; ?, Эберсберг под Мюнхеном в Баварии — 11 ноября 1029, Иерусалим) — католическая святая, паломница.
Ханемунда приходилась родной дочерью графа Адальберо фон Эберсберг и сестрой графа Ульриха. Была воспитана в страхе Господнем и набожности. Вышла замуж за маркграфа Маркварта Каринтийского.
В скором времени умер её муж и, распределив всё имущество, графиня отправилась как простая бедная паломница в Иерусалим. Здесь она вела праведную жизнь и скончалась 11 ноября 1029 года. Согласно преданию, на её могиле происходило множество чудес. Узнав о кончине сестры, её престарелый брат Ульрих также стал собираться в Иерусалим, но ему было отсоветовано отправляться в старости в столь длительный и небезопасный путь.
День памяти — 11 ноября.